# Popet
Popet is een historisch Japans merk dat in 1957 begon met de bouw van 47 cc scooters.
Al vóór 1965 werd de productie beëindigd.